# Svoboda nad Úpou
Svoboda nad Úpou là một thị trấn thuộc huyện Trutnov, vùng Královéhradecký, Cộng hòa Séc.